# Lokalise
Lokalise — це хмарна система для керування перекладами й локалізацією. Компанію створено в Ризі, Латвія. Має понад 120 працівників із 23 країн. 2020 року компанія перейшла на віддалену роботу.

## Історія
Lokalise було засновано 2017 року Ніком Устіновим і Петром Антроповим. 2020 року компанія залучила перші інвестиції у $6 млн у раунді A-серії, після 3 років розвитку власним коштом.
З 2020 року Нік Устінов є членом Технологічної ради Forbes.
2020 року американська венчурна компанія Accel визнала Lokalise однією зі 100 найкращих європейських хмарних компаній вартістю до $1 млрд.
2021 року видання Sifted включило Lokalise до списку «21 європейський SaaS-стартап, що стрімко розвиватиметься 2021 року».

## Продукт
ПЗ Lokalise розроблено головним чином для технологічних команд, що створюють застосунки iOS і Android, вебзастосунки, сайти, ігри, цифровий контент і ПЗ. Користувачі Lokalise — це розробники, менеджери продуктів, проєктів і локалізації, дизайнери, маркетологи, перекладачі й контент-менеджери .
Lokalise використовують понад 2000 клієнтів з 80 країн. Серед відомих клієнтів є Amazon, Gojek, Depositphotos, Revolut, Yelp, Virgin Mobile та Notion.